# Hadi Sacko
Hadi Sacko (n. 24 martie 1994, Corbeil-Essonnes, Île-de-France, Franța) este un fotbalist malian și francez, care joacă pe post de mijlocaș lateral la Adanaspor⁠(d) în TFF First League⁠(d). Pe plan internațional, are prezențe la națională pentru Franța U16⁠(d), Franța U18⁠(d), Franța U19⁠(d), Franța U20⁠(d) și Mali.

## Palmares
Girondins Bordeaux
- Cupa Franței (1): 2012–13

CFR Cluj
- Liga I (1): 2021–22